# Panshanger
Panshanger est une importante maison de campagne située entre Hertford et Welwyn Garden City (Hertfordshire), en Angleterre. Il s'agit de nos jours d'une réserve naturelle. 

## Histoire
William Cowper achète le domaine vers 1700. Il le transforme en 1704 et apporte des modifications à la maison en 1711. Un de ses héritiers, le 5e comte Cowper charge Samuel Wyatt puis William Atkinson (en) de concevoir une nouvelle maison dans un endroit légèrement différent dans le style gothique. Dès 1799, le parc est aménagé en suivant les conseils d'Humphry Repton. Les travaux de construction commencent en 1806. 
Après la mort du 7e comte Cowper en 1905, le domaine est hérité par la baronne Desborough et, après sa mort en 1952 sans héritier est vendu par lots aux enchères (1953). La maison est alors détruite.
Le parc contient le plus large chêne d'Angleterre avec une circonférence de 7,6 mètres. La légende veut qu'il ait été planté par la reine Élisabeth Ire. Les glands de l'arbre ont été utilisés comme semis pour des chênes remarquables dans d'autres régions du pays, comme le Prince Consort Oak dans la forêt de Dean. Winston Churchill a planté un jeune plant de l'arbre dans le parc de Panshanger que l'on peut toujours voir.

## La réserve naturelle
Le parc de Panshanger est la propriété de la Tarmac Holdings (en) qui y extrait du sable et du gravier. Bien que la demeure de Panshanger ait été démolie, l'orangerie, le mur du jardin d'enfants, les écuries et un certain nombre de bâtiments ont été conservés, tous classés aux Monuments historiques par l'English Heritage.
L'extrême Est est ouvert depuis le 31 mars 2014 comme parc paysager et réserve naturelle pour 1 000 acres dont 200 pour le public. Le parc se compose de zones humides, de prairies et de champs de roseaux qui servent d'habitat à un grand nombre de zygoptères et d'anisoptères. Le parc abrite également des martins-pêcheurs, des anatidaes et des balbuzards pêcheurs. L'ensemble du site sera ouvert lorsque l'extraction du gravier cessera.